# 艾尼克斯
艾尼克斯（Enix Corporation）是日本一家电子游戏与动漫出品公司。其由福岛康博于1975年9月22日建立，公司建立时名为株式会社营团社募集服务中心，后于1982年易名为艾尼克斯。公司名称有双关含义，既表示从灰烬中重生的神话鸟类不死鳥，又象征世界第一台数字计算机艾尼阿克。
該公司由福島康弘於1975年9月22日創立，作為永丹社博樹服務中心（Kabushiki Gaisha Eidansha Boshū Sābisu Sentā）。“艾尼克斯”這個名字是對“鳳凰”一詞的演繹，鳳凰為會從自己的灰燼中重生之一種神話中的鳥，世界上第一台數字計算機“ENIAC”。
艾尼克斯以发行电子角色扮演游戏系列勇者斗恶龙而知名，于2003年和史克威尔合并为史克威尔艾尼克斯。

## 历史
艾尼克斯于1975年9月22日成立，创办时名称为株式会社营团社募集服务中心，创办人福岛康博是一名建筑师转行的企业家。公司最初发行不动产广告小型报。在1982年，公司开始全国业务的尝试失败后，新易名的艾尼克斯通过举办个人电脑游戏程序竞赛，开始踏入游戏市场。竞赛获胜游戏之一是堀井雄二的《Love Match Tennis》。其成为公司发行的第一个PC游戏。另一个获胜游戏是中村光一的《Door Door》，其成为公司最知名的家庭电脑作品之一，公司随后将其复刻到任天堂FC游戏机平台。中村成为艾尼克斯一名关键程序员。
在接下来几年里，艾尼克斯为多种日本家用电脑发行了数部游戏。与公司内部自己开发游戏不同，艾尼克斯通过分配版税，将游戏制作外包给其它开发者。艾尼克斯以游戏机游戏系列勇者斗恶龙的发行而知名。系列前期作品的主要创作人员包括总监中村光一，编辑堀井雄二，美工师鸟山明和作曲家椙山浩一。FC平台的系列首作于1986年发行，最终在日本售出150万份。系列确立了艾尼克斯在业界的地位。
1991年，艾尼克斯在日本证券交易商协会（即后来的JASDAQ）注册了股票。艾尼克斯不久就开始通过其少年杂志《月刊少年Gangan》出版漫画。公司继续与电子游戏开发商建立关系，并在第四、第五和第六游戏机世代发行了多部游戏。因为艾尼克斯长期对手史克威尔宣布为索尼PlayStation独占开发游戏，艾尼克斯于1997年1月宣布将为任天堂和索尼两方的游戏机发布游戏。这使得艾尼克斯和索尼两方的股票皆大幅上涨。1999年11月，艾尼克斯列入东京证券交易所表明“大公司”的第一部。

### 与史克威尔合并
2001年6月，因为网络游戏越来越高的开发成本，艾尼克斯表示，有兴趣同史克威尔和南梦宫在这方面合作。同月，艾尼克斯为发行Game Arts公司的格兰蒂亚系列，购买了该公司价值9,920万日元的股份。虽然艾尼克斯《勇者斗恶龙VII》的营销计入1999年，但游戏数度延迟，直到2000年才发行。这导致游戏在1999年财政年度收入为0，公司2000年上半年销售利率下降一半，股票价值下跌40%。艾尼克斯又在2001年日本《勇者斗恶龙怪兽篇2》的销售延迟中进一步受损，2001年上半年利润跌幅89.71%。
史克威尔也在2001年遭遇财政困难，主因是剧情片《最终幻想：灵魂深处》的票房失败。然而，在2002年11月26日，艾尼克斯与史克威尔宣布，为相互降低开发成本并与国外开发者竞争，将在次年进行合并。合并延迟到2003年4月1日，随着合并，新的公司史克威尔艾尼克斯出现。艾尼克斯与史克威尔的合并至少在2000年就有过考虑。

## 子公司

### 亚洲
1991年建立的Digital Entertainment Academy是艾尼克斯的部分子公司。其最初名为丰岛区北大塚大学，是一所教授游戏开发的学校。截至2008年4月，其得到包括史克威尔艾尼克斯在内的20所游戏公司资助。
网星史克威尔艾尼克斯网星网络科技（北京）是史克威尔和大宇公司旗下毛里求斯网星在2001年共同创办的公司，负责在中国开发网络和手机游戏，并在后来将业务扩展到其他亚洲地区。其中产品之一为MMORPG《魔力宝贝》。子公司在史克威尔艾尼克斯合并中随之转入，但2005年史克威尔艾尼克斯中国建立后，公司解散。

### 北美
艾尼克斯美国（Enix America Corporation）是公司在美国当地的首个子公司。其在1989年任天堂北美发行《勇者斗恶龙》后建立。子公司1990年建立，但在1995年11月，母公司因销量惨淡，决定不再于北美发行产品后，故公司关闭。《亚瑟王和正义的骑士》是艾尼克斯唯一在北美独占发行的游戏。
艾尼克斯美国股份有限公司（Enix America, Inc.）是艾尼克斯最后一个美国当地公司，其于1999年发行《勇者斗恶龙怪兽篇 特瑞仙境》后，通过与Eidos合资建立。原艾尼克斯美国公司职员保罗·德尔曼返回艾尼克斯美国担任总裁。公司一直运营到2003年和史克威尔合并时。

## 产品

### 电子游戏
在1983年至1993年间，艾尼克斯为NEC PC-8801、MSX、Sharp X68000和FM-7等日本家用电脑发行了游戏。自FC游戏机平台起，艾尼克斯开始发行大获成功的勇者斗恶龙系列，在和艾尼克斯合并后，系列已在全球售出3,500万份以上。虽然其前几部作品由Chunsoft开发，但系列之后的本传、衍生作品和重制版由Heartbeat、ArtePiazza和Tose制作。勇者斗恶龙系列继续成为史克威尔艾尼克斯的重要资产。其它艾尼克斯发行的作品还有tri-Ace開發的星海遊俠系列和北欧女神，其之后继续由史克威尔艾尼克斯出品。Quintet为艾尼克斯开发了数部角色扮演游戏，如超级任天堂平台的《雷莎出击》、《勇者机器人》、《创世封魔录》、《盖亚幻想记》和《天地创造》。

### 漫画与玩具
艾尼克斯于1991年起，以自己的Gangan Comics出版社出版漫画，其最初由《月刊少年Gangan》、《月刊Gangan Wing》和《月刊GFantasy组成》。

### 其他产品
2000年11月，艾尼克斯在神奈川县川崎建立了子公司BMF，负责指纹识别系统操作。艾尼克斯持有68%的股份，计2亿日元。子公司预计运营前五个月会产生1.35亿日元的营业额，以及1200万日元利润。2002年9月，艾尼克斯与早稻田大学合资进入宽频体育发布内容，艾尼克斯和早稻田大学分别持有子公司Sports BB的80%和20%股份。